# Palm Coast
Palm Coast es una ciudad ubicada en el condado de Flagler en el estado estadounidense de Florida. En el Censo de 2010 tenía una población de 75.180 habitantes y una densidad poblacional de 319,56 personas por km². Se trata de una ciudad muy reciente, fundada en 1999, que desde entonces ha crecido más rápidamente que cualquier otra ciudad estadounidense.
Mucho del éxito de Palm Coast, es debido a su clima, sin olvidar su cercanía a las playas y a otros centros turísticos y comerciales como Orlando, Daytona Beach, San Agustín y Jacksonville.
Su población es dinámica y diversa; de acuerdo con la Oficina del Censo de los Estados Unidos en el 2006 la ciudad contaba con 68.013 habitantes. Según el censo del año 2000 la composición racial de la población era de un 85,04% blanca, un 10,275% afroamericana o negra, un 0,24% nativa americana, un 1,52% asiática, un 0,03% de las islas del Pacífico, un 1,23% de otros orígenes y un 1,68% de dos o más razas. El 6,71% de la población es de origen hispano o latino cualquiera que sea su raza de origen.

## Historia
Se trata de una zona que fue iniciando un lento proceso de urbanización especialmente a partir de los años 1970, proceso que para los años 1990 ya había desembocado en la creación de una auténtica ciudad. Por ese motivo, a partir de 31 de diciembre de 1999 se produjo la independización oficial de la ciudad.

## Barrios
Palm Coast está dividida en muchas secciones diferentes, tanto en el norte, el sur, y el oeste. Los barrios más destacados son Matanzas Wood, Indian Trails. The Woodlands, Palm Harbor, Pine Lakes, Lehigh Woods, Cypress Knoll, Seminole Woods y Quail Hollow.

## Geografía
Palm Coast se encuentra ubicada en las coordenadas 29°32′26″N 81°15′4″O / 29.54056, -81.25111. Según la Oficina del Censo de los Estados Unidos, Palm Coast tiene una superficie total de 235.26 km², de la cual 232.77 km² corresponden a tierra firme y (1.06%) 2.49 km² es agua.

## Demografía
Según el censo de 2010, había 75.180 personas residiendo en Palm Coast. La densidad de población era de 319,56 hab./km². De los 75.180 habitantes, Palm Coast estaba compuesto por el 79.89% blancos, el 12.75% eran afroamericanos, el 0.25% eran amerindios, el 2.53% eran asiáticos, el 0.07% eran isleños del Pacífico, el 1.95% eran de otras razas y el 2.55% pertenecían a dos o más razas. Del total de la población el 10.05% eran hispanos o latinos de cualquier raza.